# ماهی نه‌خاره
ماهی نُه‌خاره (Pungitius) ماهی کوچکی است که در قسمت‌های شمالی ایران و جهان پراکنش دارد. 
گرچه این جنس به خاطر داشتن نه خار پشتی مجزا به این نام نامیده شده ولی در گونه‌های مختلف تعداد خارها از ۱-۱۳ متغیر است. این جنس متعلق به خانواده خارماهیان (Gasterosteidae) از راسته خارماهی‌شکلان (Gasterosteiformes) می‌باشد. این تنها جنس این خانواده‌است که به طور طبیعی در آب‌های ایران یافت می‌شود. این جنس شامل ۳-۷ گونه‌است که فقط یک گونه از آن (P. platygaster)  در ایران وجود دارد که در حوضه دریای خزر پراکنش دارد. این ماهی به خاطر اندازه کوچک، مقاومت بالا، رنگ‌آمیزی زیبا در فصل تولید مثل و حرکات نمایشی تولید مثلی از دیرباز مورد توجه آبزیدان‌داران بوده‌است. این ماهی جزو ماهی‌های لانه‌ساز بوده و در فصل تولیدمثل در بستر یا در بین گیاهان لانه سازی می‌کند.